# Doddahosahalli, Madhugiri
Doddahosahalli là một làng thuộc tehsil Madhugiri, huyện Tumkur, bang Karnataka, Ấn Độ.